# トーマス・ヘンダーソン

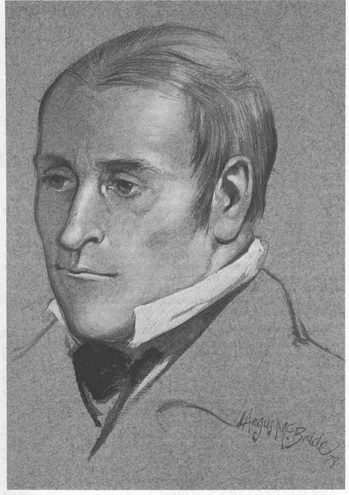
トーマス・ヘンダーソン

トーマス・ヘンダーソン（英語: Thomas James Henderson、1798年12月28日 -  1844年11月23日）は、スコットランド生まれの天文学者。太陽に一番近い恒星ケンタウルス座α星の年周視差を測定したことで知られる。最初のスコットランド王室天文官となった。なお、小惑星 (3077) のヘンダーソンは、彼にちなんで命名された。

## 人物・生涯
ダンディーに生まれる。法律を学んだ。趣味で天文観測と数学を研究した。
月の掩蔽を使って経度を求める方法を考案したことで、当時イギリス海軍の『天文年鑑』発行の監督官をしていたトーマス・ヤングに注目され、天文学の職を得ることができた。ヤングは自分の死後、ヤングの職をヘンダーソンに継がせることを推薦した手紙を残した。南アフリカの喜望峰の天文台の観測者になり、そこで1832年4月から1833年5月まで多くの星の観測を行い、その中にはケンタウルス座α星があった。
1830年代の天文学の関心事は年周視差を観測して、恒星までの距離を誰が最初に求めるかということで、ヘンダーソンは最も太陽系に近い星であるケンタウルス座α星を測定したことにより有利な立場にあった。イギリスに戻り、測定結果を整理して、3.25光年にあると結論したがこれは実際の距離より30%ほど小さいものであった。
測定装置に自信がなかったので発表をためらっているうちに、1838年にフリードリッヒ・ベッセルがはくちょう座61番星の年周視差を測定しその距離を10.4光年（約10%ほど小さい）であることを発表したため、最初の年周視差の発見者の栄誉はベッセルのものとなった。ヘンダーソンは自らの結果を1839年に発表した。
1834年に最初のスコットランド王室天文官に任じられた。